# اسنکما آتار

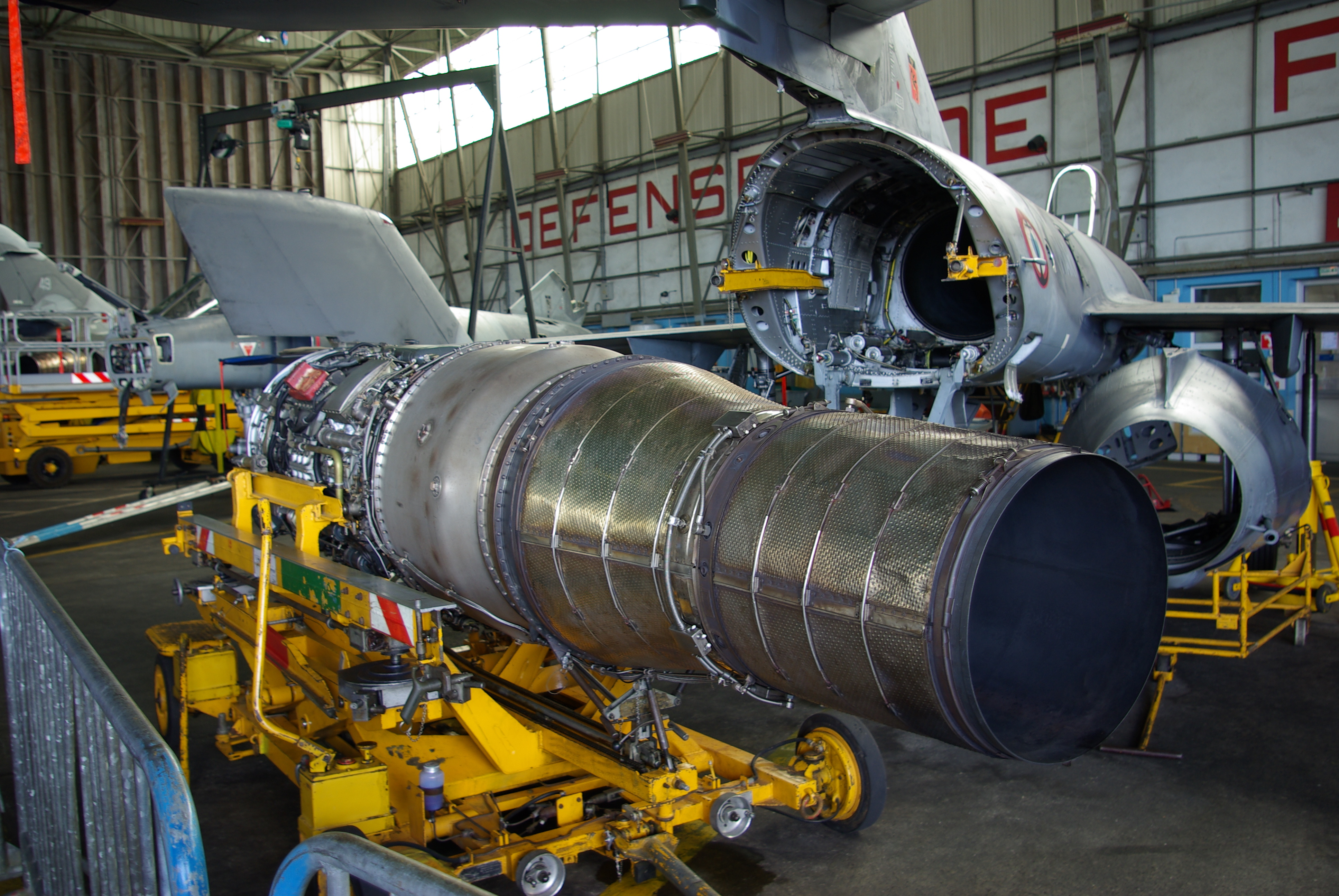
آتار ۸کا۵۰ باز شده از جنگنده سوپراتندارد

اسنکما آتار یک موتور توربوجت با کمپرسور محوری فرانسوی است که توسط اسنکما ساخته شده است. طرح این موتور از موتور جت جنگ جهانی دوم آلمان، ب‌ام‌و ۰۱۸ توسعه یافته است و توسط مهندسین سابق بی‌ام و از طریق پیشرفت مدلهای قدرتمندتر ساخته شده است. این نام از گروه طراحی اصلی خود، Atelier technique aéronautique de Rickenbach در نزدیکی لینداو در منطقه اشغالی فرانسه گرفته شده است. آتار در بسیاری از هواپیماهای جت بعد از جنگ فرانسه از جمله سود اویاسیون واتور، داسو اتندارد ۴، داسو سوپر اتاندارد، اسو سوپر میستره و چندین مدل از میراژ به کار رفته است.

## مشخصات (آتار ۹سی)

#### خصوصیات کلی
- نوع: توربوجت با پس سوز
- طول: 5,900 mm (232 in)
- قطر: 1,000 mm (39 in)
- وزن خشک: 1,456 kg (3,210 lb)

#### اجزا
- کمپرسور: ۹-مرحله ای کمپرسور محوری
- Combustors: حلقوی
- توربین: دو مرحله ای

#### عملکرد
- Maximum رانش: * 42.0 kN (9,440 lbf) military power
- 58.9 kN (13,240 lbf) with afterburner
- نسبت فشار کلی: ۵٫۲:۱
- جریان جرمی هوا: 68 kg/s (150 lb/s)
- مصرف سوخت یژه برخاست: * 103 kg/(kN·h) 28.6g/(kN⋅s) (1.01 lb/(lbf·h)) military power
- 207 kg/(kN·h) 57.5 g/(kN⋅s) (2.03 lb/(lbf·h)) with afterburner
- نسبت نیرو به وزن: 2.94; 4.13 with afterburner.